# Kostel svatého Klimenta (Nové Město)
Kostel svatého Klimenta na Novém Městě je gotický kostel, který se nachází v Klimentské ulici v Praze 1–Novém Městě, lokalitě zvané Poříčí. Své zasvěcení získal díky uloženým ostatkům papeže sv. Klimenta, které byly do českých zemí přineseny Konstantinem a Metodějem.

## Historie

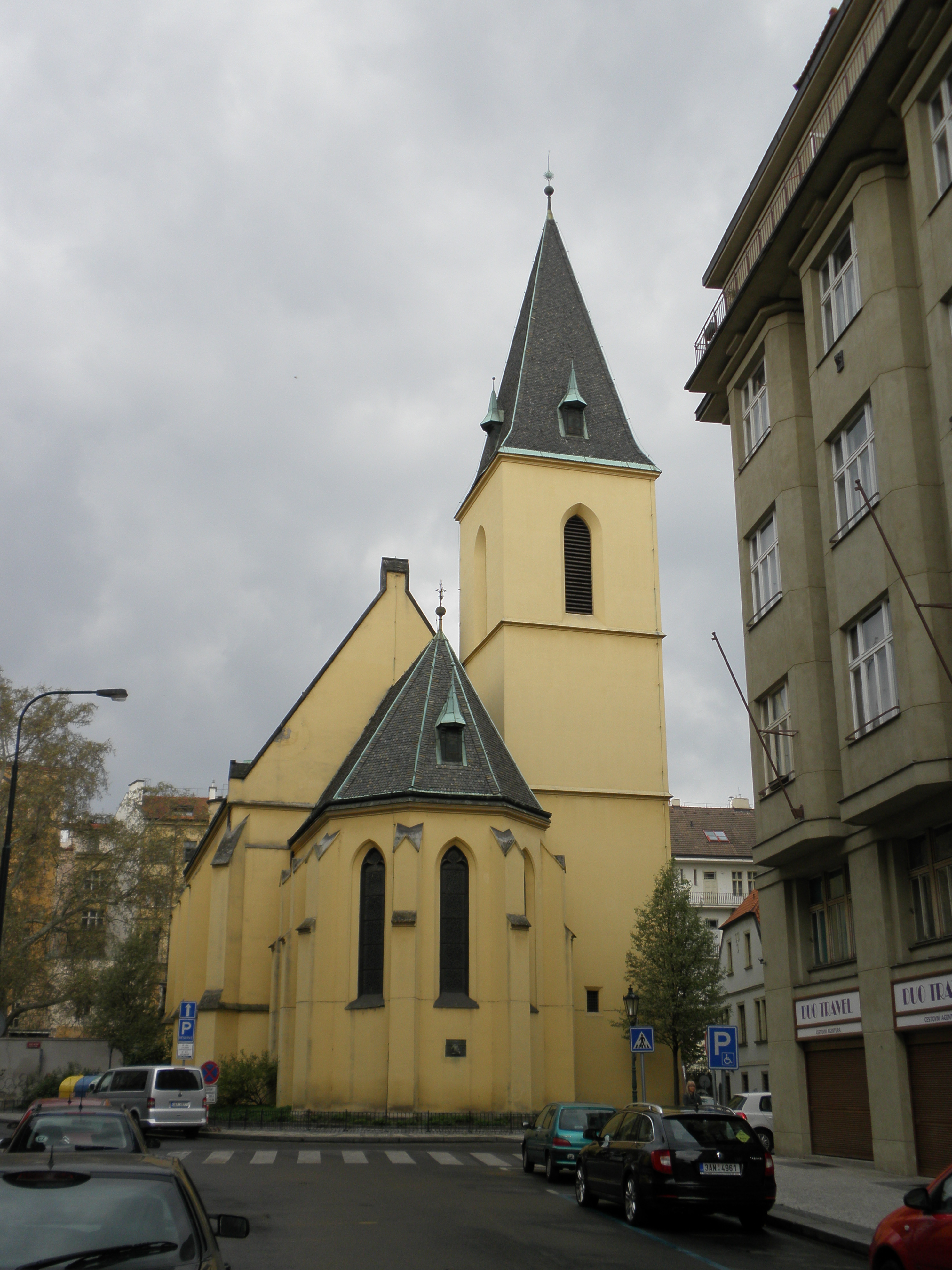
Pohled od východu

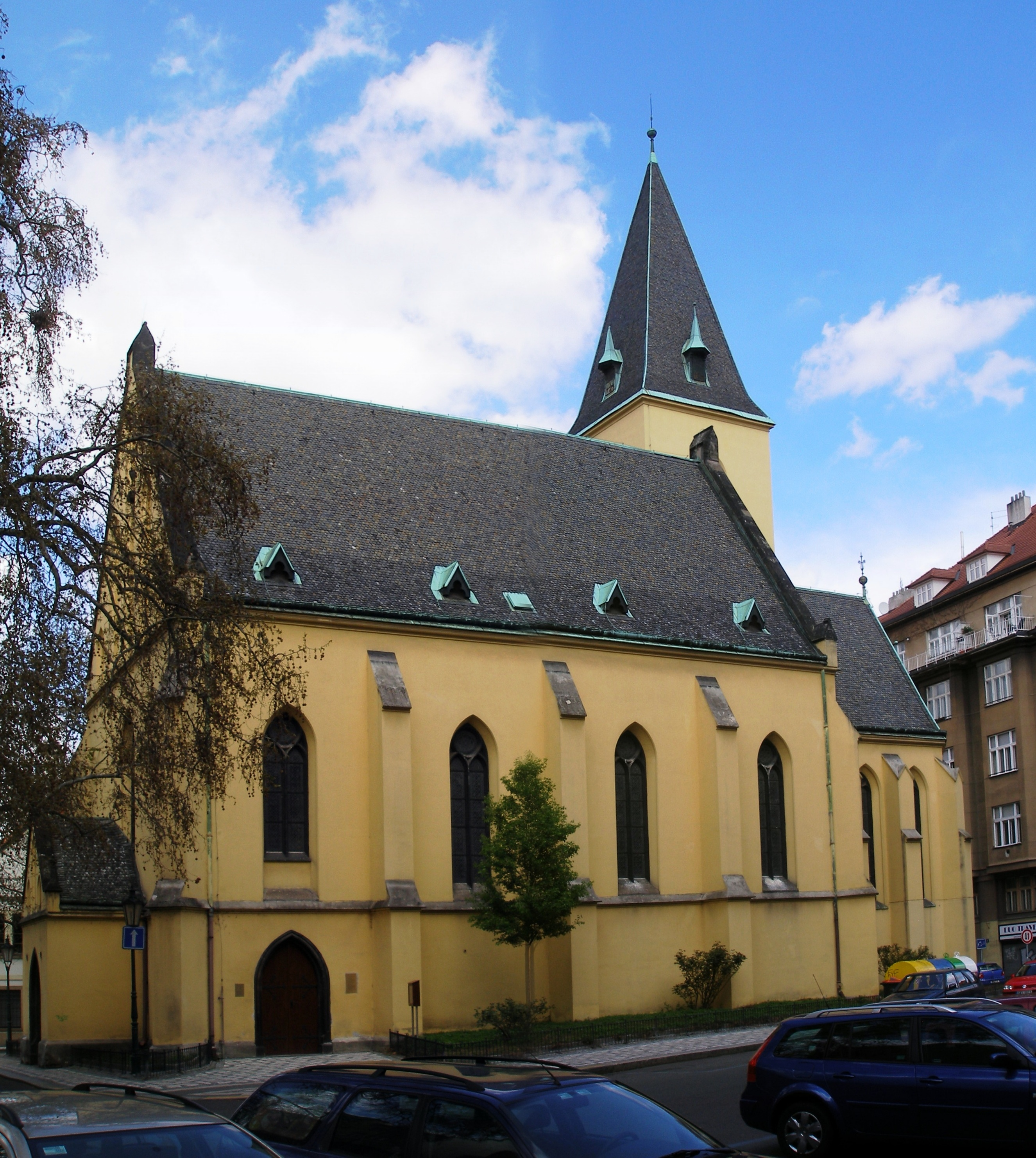
Pohled na jižní stranu kostela

Na místě dnešního gotického kostela stávaly již dva románské kostely. Ten starší zanikl na přelomu 11. a 12. století, koncem 12. století byl nahrazen novým románským kostelem, který byl několikrát přestavován a sloužil přilehlému okolí až do přelomu 14. a 15. století. Tehdy kdy byla tato budova opět nahrazena novostavbou, která zde stojí po různých úpravách dodnes. Výraznější přestavby proběhly i na přelomu 19. a 20. století. Od roku 1850 slouží kostel reformované církvi, dnes je kostel sídlem farního sboru Českobratrské církve evangelické, která ho také propůjčuje ke konání bohoslužeb anglikánské farnosti Starokatolické církve. Je chráněn jako kulturní památka České republiky.

### Románský kostel
Nejstarší, předrománský kostel vznikl v místě brodu přes Vltavu již koncem 10. století. Na stavbu odkazuje zakládací listina vydaná Břevnovským klášterem roku 993. To dělá z kostela sv. Klimenta druhý nejstarší kostel na pravém břehu Vltavy (nejstarší je Vyšehrad). Ve sklepení dnešního kostela byly nalezeny základy původně půlválcové apsidy, nadzemní zdivo bylo pravděpodobně opukové. O charakteru tohoto kostela je známo velmi málo, byl zničen již na přelomu 11. a 12. století.
Na stejném místě již koncem 12. století vznikl kostel nový, tentokrát ve slohu románském. Půdorys hlavní lodi byl obdélný, základy apsidy dochovány nebyly. Bazilika sloužila od té doby jako farní kostel, od roku 1225 krátce sloužil řádu dominikánů jako kostel klášterní, kterým byl věnován králem Přemyslem I. Ti se v roce 1232 se přesunuli ke kostelu sv. Klementa u Karlova mostu. Kostel byl také zmiňován v Dalimilově kronice.
V průběhu času, kdy kostel spravovali dominikáni, došlo k řadě přestaveb – nejvýraznější bylo rozšíření presbytáře na úroveň hlavní lodi, čímž vznikl jednotný prostor, typický pro rané provizorní kostely žebravých řádů.
Poté, co kostel opustili dominikáni, sloužil jako farní. Kostel užívali místní obyvatelé, kteří provedli hned několik přístaveb, jmenovitě výstavbu sakristie či novou jižní boční loď, která byla opatřena jednoduchou křížovou klenbou. Kostel byl v té době obehnán hřbitovem, působila zde farní škola a pivovar.
S rozvojem okolního území byl tento kostel označen za nedostačující a došlo k jeho stržení. Došlo k tomu na přelomu 14. a 15. století. Na místě původního kostela byla zahájena výstavba nové, nynější gotické baziliky.

### Gotický kostel

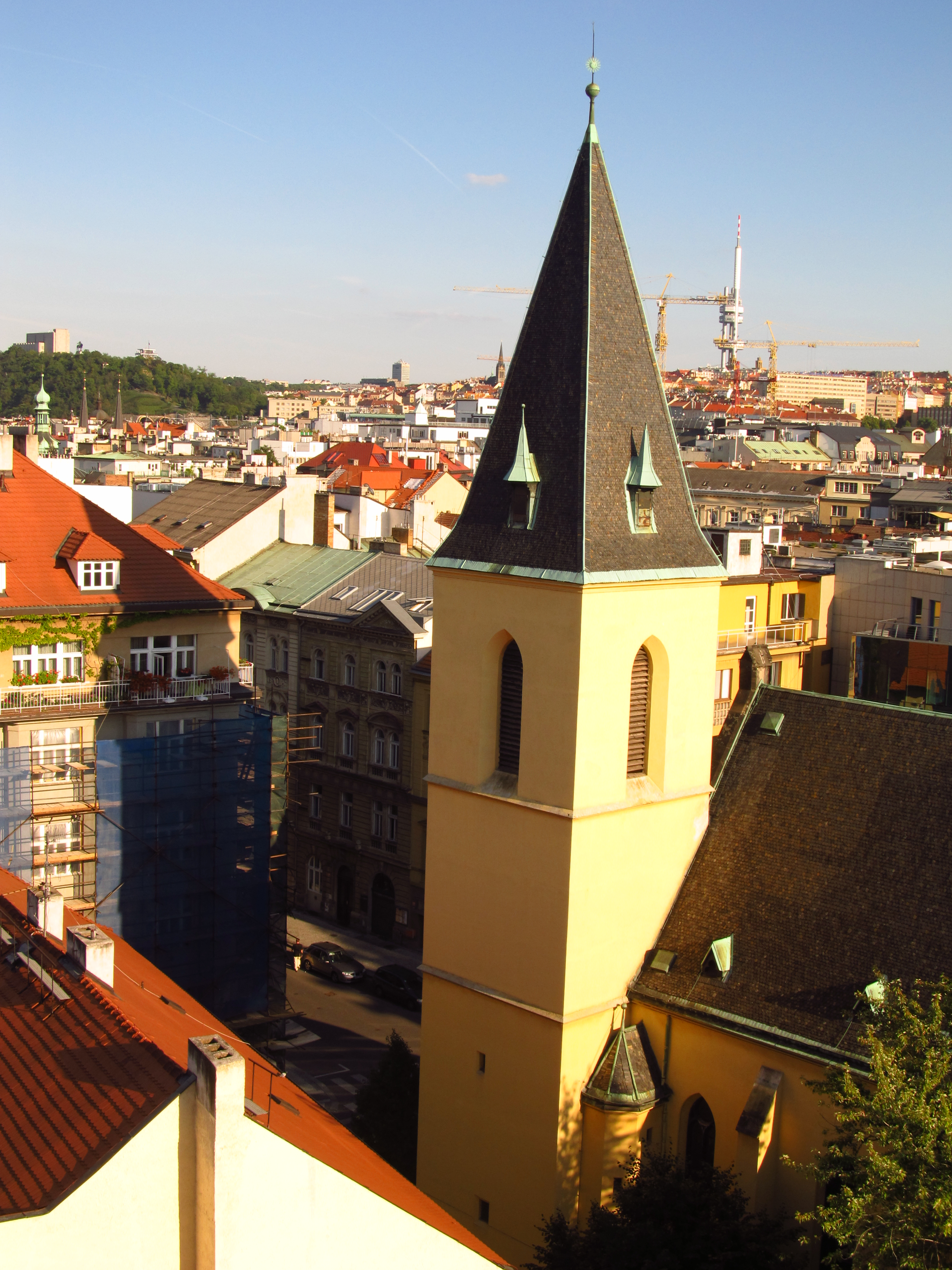
Věž kostela

Stavba gotické baziliky byla zahájena počátkem 15. století. Hlavní loď neměla původně klenutý strop. Přes mnoho úprav, kterými stavba prošla, odpovídá hmotový půdorys tomu dnešnímu. Až do propuknutí husitských bouří sloužil kostel jako farní. Kázal zde velký odpůrce Husův, farář Jan Protiva z Nové Vsi. I z tohoto důvodu byl kostel během husitských válek vypleněn.
Po zklidnění situace následně přešel kostel do rukou utrakvistů., došlo také k rekonstrukci a první přestavbě v tomto období, při níž byl vnitřní prostor hlavní lodi prodloužen – byla posunuta západní zeď hlavní lodi. Utrakvisté také v kostele nechali udělat nástěnné malby, které zobrazovaly pravděpodobně celou křížovou cestu. Fragmenty této výmalby byly odhaleny až při jedné z posledních rekonstrukcí v 70. letech 20. století.

### 16. a 17. století
Během další přestavby, která probíhala od roku 1550, dostala věž kostela nový zvon, byl osazen nový portál do sakristie, nad vchodem do hlavní lodi při západním průčelí vznikla předsíň. Největší proměnou charakteru kostela bylo zaklenutí hlavní lodi impozantní ještě gotickou žebrovou klenbou, která byla zřízena roku 1578. (Do té doby byl zaklenut pouze presbytář.) Utrakvisté v kostele působili až do roku 1621, poté byl kostel spravován faráři z nedalekého kostela sv. Petra. Bez výraznějších změn byl kostel užíván místními obyvateli až do roku 1784, kdy došlo na základě výnosu Josefa II k jeho zrušení.
V roce 1793 jej kupuje novoměstský mlynář Michalovic, který kostel přepatroval a zřídil zde sýpku.

### 19. a 20. století
Rodině Michaloviců bývalý kostel patřil až do srpna roku 1850, kdy jej koupil evangelický farář Bedřich Vilém Košut za 27 500 zlatých, které získal sbírkou. Následně jej začala využívat protestantská helvetská náboženská obec. Kostel byl zbaven sýpkových pater, byl vybaven trojkřídlým kůrem, malou kruchtou v presbytáři a byl celkově upraven. Z oken byly odstraněny poškozené gotické kružby. Do kostela přibyla nepůvodní neogotická kazatelna. Upraven byl také západní portál, kostel dostal nové varhany.
Koncem 19. století došlo k výrazné regotizaci celé stavby (Josefem Blechou, Františkem Mikšem). Došlo k otlučení vnější omítky. Nově vyzděno bylo točité schodiště do věže, která byla zvýšena o jedno podlaží. Významným zásahem do celé stavby bylo odbourání pozdně gotických přípor.
Vybourány byly kruchty, nahradily je hned dvě nové, neogotické. Jedna byla umístěna v západní části, druhá v presbytáři. Došlo ke stržení krovů, stavba dostala novou krytinu – klasické prejzy nahradila břidlice.
Roku 1893 byla hlavní loď znatelně zvýšena, do té doby byla stejně vysoká jako presbytář. Zevně bylo zdivo vyztuženo devíti novými neogotickými opěráky z estetických, nikoli funkčních důvodů. Při konstrukci nového opěrného systému došlo k zazdění původního jižního portálu, nový portál je přesunut více k západnímu nároží budovy. Poloha hlavního, západního portálu je nezměněna, nicméně dostává novou neogotickou předsíň z roku 1877, kdy byla stržena ta původní z roku 1578.
Během rekonstrukce se také měnila poloha oken, dnes osvětluje hlavní loď skupina devíti neogotických dvoudílných oken s pískovcovým ostěním a kružbami.
Poslední rozsáhlejší rekonstrukce proběhla v 70. letech 20. století. Nejvýraznějším zásahem bylo odstranění kruchty v presbytáři, kde byly původně umístěny varhany. Ty byly přesunuty na západní kruchtu, která zůstala nezměněna. Při úpravě presbyteria byly nalezeny fragmenty nástěnných maleb, které byly citlivě zrestaurovány. 

## Popis

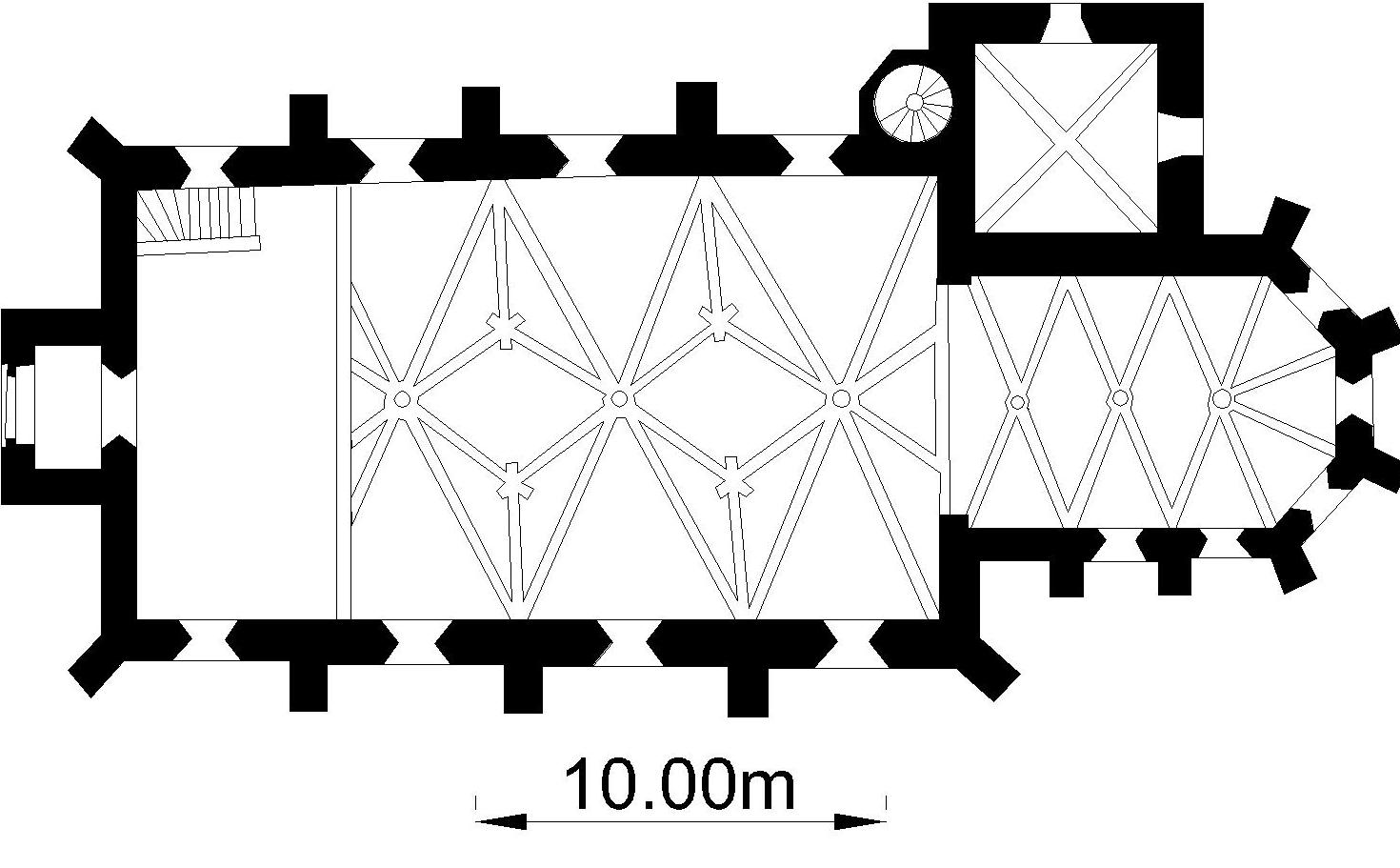
Půdorys kostela

Stavba je jednolodní bazilika, na hlavní loď navazuje pětiboce ukončené presbyterium, které mělo jako jediná část stavby v době vzniku klenbu. Oltář směřuje na východ, hlavní vstup do kostela je na západě, je krytý neogotickou předsíní. Ze severu na presbytář navazuje věž, jejíž přízemí slouží jako sakristie. V západní části lodi je umístěna kruchta, na níž jsou varhany.

### Interiér

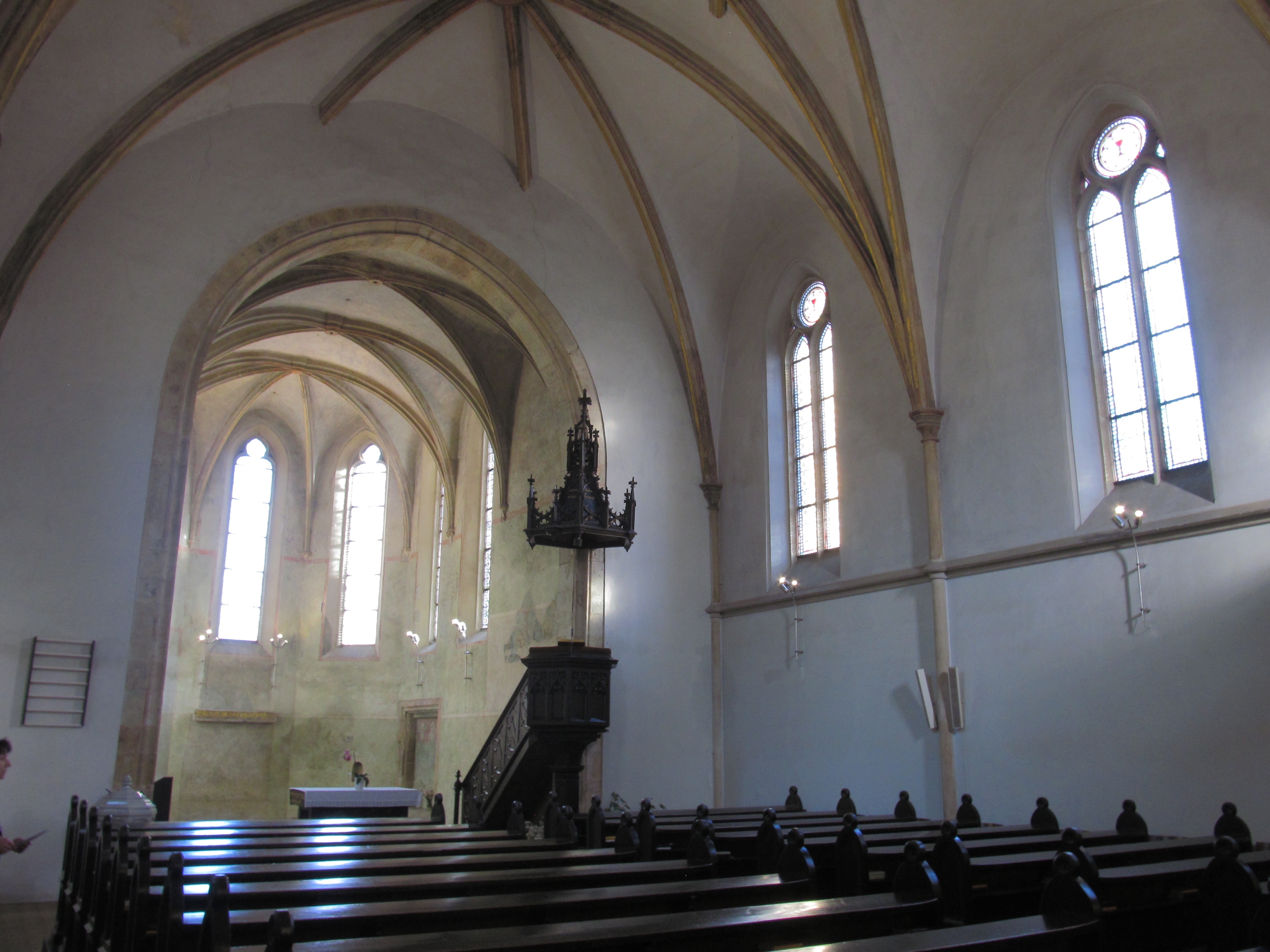
Interiér kostela

Jako hlavní vchod do kostela dnes slouží portál v jižní stěně budovy. Vchod ústí pod kruchtu, nesenou masivními mramorovými sloupy. Hned za ní jsou umístěny neogotické dřevěné lavice. Celé hlavní lodi dominuje impozantní gotická klenba s kamennými žebry, samotná vyzdívka klenby je cihlová. V hlavní lodi je zaklenutí provedeno nad čtyřmi nepravidelnými lichoběžníkovými poli. Klenebnímu vzorci chybí prostřední třetina profilu, samotná žebra mají hruškový profil. V průniku kosočtverečných žeber se pruty žeber hluboce protínají, celkové vzezření klenby proto působí velmi dynamicky. Žebra klenby jsou svedena na neogotické přípory válcového profilu, které sbíhají, s přerušením v místě podokenní římsy, až k podlaze. Žebra i přípory nesou zbytky neogotické výmalby z konce 19. století.
Pětiboce ukončený presbytář je znatelně užší, je také o něco nižší. Od hlavní lodi jej odděluje triumfální oblouk, na jehož pravé straně je umístěna neogotická bohatě vyřezávaná kazatelna. Uprostřed je jednoduchý dřevěný oltář. Výrazným prvkem presbyteria jsou fragmenty nástěnných maleb, které nechali zřídit utrakvisté. Těm je přisuzován i nápis ve zcela východní části, který hlásá Slowo panie zuostawa na wieky 1578.
Klenba této části je původní, k zaklenutí došlo již během samotné výstavby. Pravděpodobně se na ní podíleli kameníci ze slavné parléřovské huti. Jedná se o jednoduchou křížovou klenbu s masivními kamennými žebry hruškovcovitého profilu. Za povšimnutí stojí absence meziklenebních žeber, což nebylo ve své době zcela typické. Na rozdíl od klenby hlavní lodi nejsou klenební žebra svedena až k podlaze, jsou ukončeny asi v polovině výšky oken na kamenných příporách s vegetabilním motivem.
Interiér kostela je v souladu se zvyky protestantských církví zařízen velmi stroze. Výmalba je prostá, bílá, nechává tak mimořádně vyniknout klenbě, která je tímto velmi zdůrazněna. Mobiliář kostela na sebe také nestrhává mimořádnou pozornost, jediným výrazným prvkem je velmi zdobná neogotická kazatelna. Kamenná podlaha hlavní lodi je dnes překryta linoleem, presbyterium je vertikálně přečleněno nízkým schodem, podlaha je dlážděna kamennými deskami. Zatímco okna hlavní lodi jsou dvojdílné, ve své horní části ukončeny jednoduchou kružbou, okna presbytáře jsou jednodílná tvořená tzv. jeptiškami. Zasklení všech oken kostela je řešeno jednoduchými nepůvodními vitrážemi. Ostění oken je v obou případech rovněž pískovcové.
V severní stěně presbytáře je umístěn vchod do sakristie a do věže kostela. Dveře jsou bohatě vyřezávány, nesou na sobě letopočet 1609. Pravděpodobně se jedná o druhotné užití původně vstupních dveří. Ze sakristie je přístupné točité schodiště do věže kostela, kde je umístěn zvon.
Na kruchtu v západní části hlavní lodi vede úzké dřevěné schodiště, kde jsou umístěny varhany. Kruchtu osvětluje dvojice bočních oken a jedno velké okno v západní stěně umístěné nad portál. 

### Exteriér
V okolní zástavbě působí kostel sv. Klimenta poměrně nenápadně, proto nedává tušit svou bohatou historii. Fasáda je omítnuta, natřena žlutou barvou s jemným pastelovým tónem. Do fasády se propisují neogotické pilíře, kryté kamennými deskami. Vertikální členění zevnějšku zajišťuje výrazná kamenná římsa vedená v úrovni okenních parapetů po celém obvodu hlavní lodi. Presbytář je zvenku nápadný větší blízkostí oken, která jsou celkově užší. Fasáda zde není členěna kamennou římsou. Ze severu je na stavbu nalepena věž o čtvercovém půdorysu. V přízemí jsou jednoduchá okna s plochým překladem vedoucí do sakristie, v nejvyšším podlaží věže jsou naopak vysoká okna s lomeným obloukem, vedoucí do zvonice.
Ze západu na hlavní loď navazuje drobná předsíň, zvenčí opatřena slepými nikami s lomeným obloukem. Na štítě portálu je umístěn kalich, odkazující na přijímání podobojí.
Střecha celého kostela je opatřena břidlicovou krytinou, do kompaktního tvaru střechy se propisují drobné vikýře s průřezy ve tvaru jeptišky.